# Šestanovac
Šestanovac (in italiano anche Sestano, desueto) è un comune della regione spalatino-dalmata in Croazia, situato a sud-est di Spalato lungo il fiume Cetina.

## Località
Il comune di Šestanovac è suddiviso in 5 frazioni (naselja):
- Grabovac (Grabovaz[3])
- Katuni (Cattuni[4])
- Kreševo (Crevo (di Cattuni)[5])
- Šestanovac (Sestano)
- Žeževica (Zesevizza[6])